# Bouygues
Pour les articles homonymes, voir Bouygues (homonymie).
Bouygues est un groupe de services diversifié français fondé en 1952 par Francis Bouygues puis dirigé par son fils, Martin Bouygues.
Le groupe est structuré autour de quatre activités : la construction avec Bouygues Construction, Bouygues Immobilier, Colas, le multi-services techniques avec Equans, les télécoms avec Bouygues Telecom et les médias à travers le groupe TF1.
En 2022, le chiffre d’affaires de Bouygues s’élève à 44,3 G€. Fin 2021, le Groupe est implanté dans plus de 80 pays sur les cinq continents et emploie plus de 196 154 salariés dont 45 074 à l’étranger.
Au sein du CAC 40, Bouygues a la particularité d'être la première société par son actionnariat salarié, avec 21,30 % du capital et 30,5 % des droits de vote détenus par des collaborateurs.
Le 18 février 2021, Martin Bouygues annonce son retrait de la direction opérationnelle, au profit d'un groupe de trois hommes : Olivier Roussat à la direction générale, assisté de deux directeurs généraux délégués, Pascal Grangé et Edward Bouygues. Martin Bouygues reste tout de même président du groupe.

## Histoire

### Reconstruction
En 1952, Francis Bouygues dans le contexte de reconstruction de la France après la Seconde Guerre mondiale fonde en région parisienne la société Bouygues (anciennement EFB), spécialisée dans la construction de bâtiments. En 1955, Bouygues se lance dans la construction de grands ensembles HLM dans le cadre de programmes financés principalement par l'État français, lancés pour subvenir aux besoins grandissants de logements (en partie dans la continuité de l'appel de l'abbé Pierre pendant l'hiver 1954). Il fait appel pour ses premiers chantiers à des ouvriers provenant d'Ambrières-les-Vallées, recommandés par son beau-père. Le premier cercle est formé : on y compte, par exemple, Yves Gilmas, qui sera par la suite DRH et directeur administratif du groupe.
En 1959, l'entreprise développe la préfabrication industrielle et continue ensuite de profiter des grands projets de l'État, tout d'abord avec le programme autoroutier français des années 1960 qui permet à Bouygues en 1965 de développer un secteur travaux publics et génie civil, puis grâce à l'obtention de marchés prestigieux comme le stade du Parc des Princes, le palais des congrès de Paris (porte Maillot) ou encore l'aéroport de Paris-Charles-de-Gaulle (Roissy).

### Internationalisation
En 1970 la société est introduite en bourse. Les années suivantes, Bouygues construit des plateformes pétrolières off-shore, prémices de son internationalisation qui débute réellement dans les années 1980, au moment où la société commence aussi à se diversifier. Cette diversification passe d'abord par la prise de contrôle en 1984 de Saur, un des principaux groupes de distribution d'eau, et en 1987 de TF1, dont la privatisation a été décidée par le gouvernement. Bouygues procède également, en parallèle, à une intégration horizontale, c'est-à-dire au rachat d'entreprises concurrentes dans le domaine du bâtiment (croissance externe).

#### BTP, téléphonie et médias
Parallèlement, sous l'impulsion de Martin Bouygues, dans les années 1990 avec la création de LCI et le lancement du troisième opérateur français de téléphonie mobile, Bouygues Telecom, en 1994, puis du bouquet numérique TPS pour concurrencer Canal+, en 1996.
Le BTP reste, dans les années 1990, responsable de la moitié du chiffre d’affaires de Bouygues, qui a notamment profité de la politique de grands travaux, initiée durant les années Mitterrand (grande arche de la Défense, Bibliothèque nationale de France, pont de Normandie, stade de France, etc.) ainsi que de grandes commandes à l'étranger comme la mosquée Hassan II à Casablanca, le palais des congrès de Hong Kong et la rénovation de La Mecque.
En novembre 2004, Bouygues vend pour un peu plus d'un milliard d'euros sa filiale Saur au fonds d'investissement PAI Partners, gardant 15 % de sa filiale, ainsi que les activités africaines et italiennes qui ne sont pas concernés par cette vente,. En 2006, Bouygues vend toutes les parts de capital qu'il lui reste dans le groupe Saur.
En septembre 2015, Bouygues vend sa participation de 19 % dans la holding Eranove, spécialisée dans l'alimentation en eau et l'énergie en Afrique, pour un montant inconnu.
En mars 2018, Bouygues acquiert les activités de services énergétiques et de constructions d'Alpiq pour 850 millions de francs suisses. Ces opérateurs concernent 7 650 employés d'Alpiq.
En décembre 2019, Bouygues est entré au capital de Flying Whales, une société spécialisée dans la construction et l'exploitation de ballons dirigeables à structure rigide.
En mars 2020, le groupe annonce pouvoir fournir un million de masques chirurgicaux dans le cadre de la lutte contre la pandémie de Covid-19.
En octobre 2022, le groupe finalise l’acquisition d’Equans, filiale d’Engie spécialisée dans les services multitechniques, pour 6,1 milliards d’euros.

## Métiers
Les activités du groupe sont historiquement liées au BTP et à l’immobilier. Un positionnement industriel renforcé dans les années 1980 avec le rachat de Colas (construction de routes) ou encore avec la participation en 2006 dans Alstom (énergie et transport). En parallèle, le groupe s’est diversifié dans les médias avec le rachat de TF1 et les télécoms avec l’obtention de la troisième licence de téléphonie mobile.

### Construction

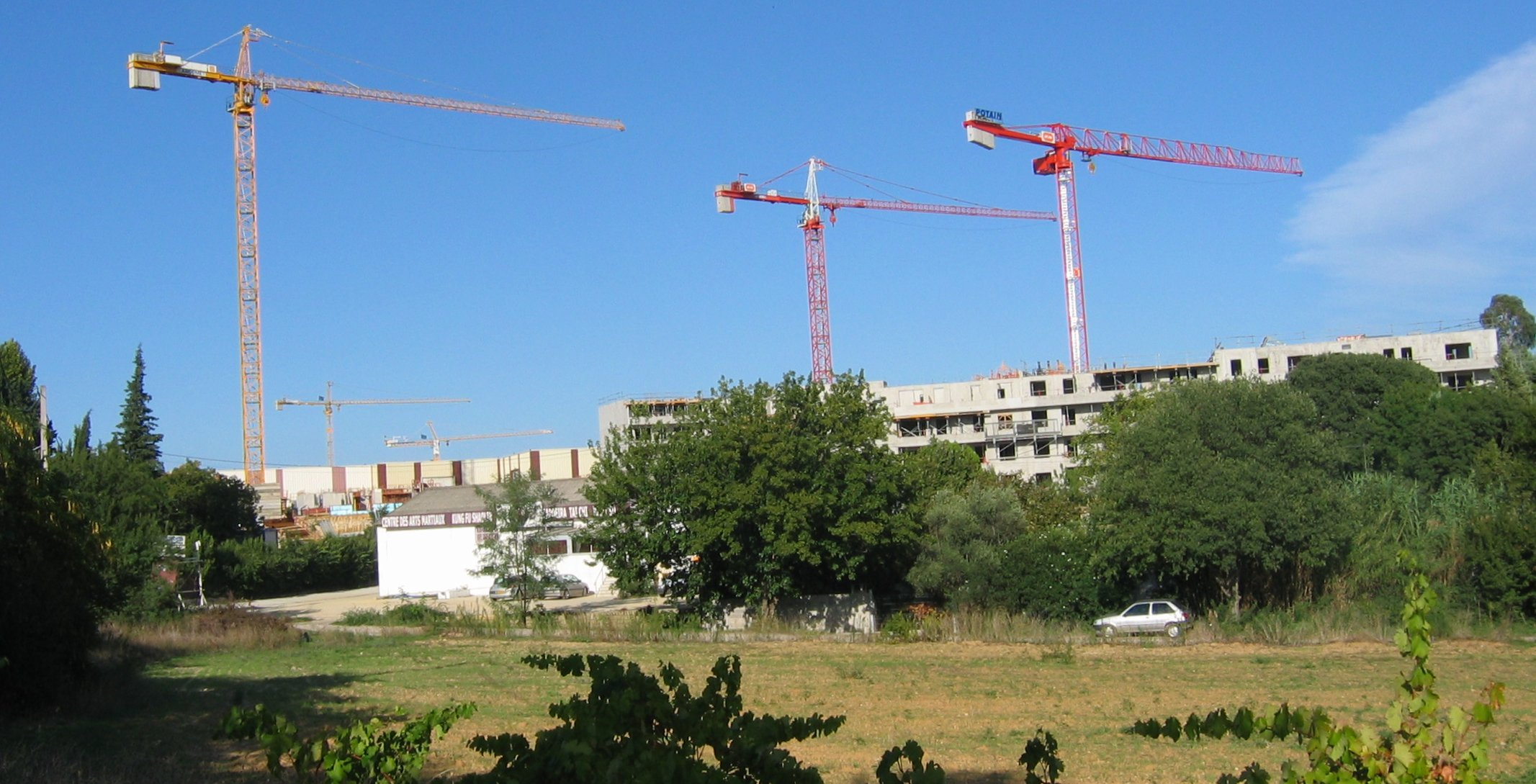
Une réalisation du groupe à Montpellier.

#### Bouygues Construction
Bouygues Construction regroupe les métiers du BTP et de l’électricité (avec sa filiale Bouygues énergies & services). La société est capable de réaliser des projets de grande ampleur, tels que le stade de France, le pont de Normandie, le tunnel sous la Manche, le Sports Hub de Singapour, le pont de Baluarte, le complexe immobilier QP District à Doha, le stade Vélodrome de Marseille, la tour First à La Défense (plus haute tour de France), La Seine musicale, le tribunal de grande instance de Paris.
En 2022 :
- part du groupe : 100 % ;
- chiffre d’affaires : 9 304 M€ ;
- résultat net (part du groupe) : 276 M€ ;
- effectif : 32 728.

#### Bouygues Immobilier
Bouygues Immobilier est la filiale de promotion immobilière du groupe (fondée en 1956). Elle réalise des projets de logements, des bureaux, des zones commerciales ou encore de l’aménagement urbain, tels que l’écoquartier Ginko à Bordeaux, le Green Office à Meudon ou le projet de réseau intelligent de distribution d’électricité, IssyGrid, à Issy-les-Moulineaux.
En 2022 :
- part du groupe : 100 % ;
- chiffre d’affaires : 2 032 M€ ;
- résultat net (part du groupe) : 37 M€ ;
- effectif : 1 673.

#### Colas
Colas (fondée en 1929 par Royal Dutch Shell et la SGE) est une filiale du groupe, depuis son rachat en 1986. Leader mondial dans son domaine, elle est spécialisée dans la construction et l'entretien d'infrastructures de transport, d'aménagements urbains et de loisirs.
Elle est présente dans les métiers du transport des fluides — tels que l'eau, le gaz, les hydrocarbures —, l'électricité ou les informations par la Société parisienne de canalisations, et dans les travaux ferroviaires par l'intermédiaire de sa filiale Colas Rail. Colas créa aussi en Outre-Mer la société GTOI, filiale du groupe depuis plus de trente ans. Et au Maroc, « GTR », une filiale qui a exécuté la plupart des routes dans ce pays.
En 2022 :
- part du groupe : 96,8 % ;
- chiffre d’affaires : 15 529 M€ ;
- résultat net (part du groupe) : 468 M€ ;
- effectif : 57 607.

### Médias

#### Groupe TF1
Le Groupe TF1 s’est construit autour de la privatisation en 1986 de la chaîne éponyme TF1. Le groupe audiovisuel, détient à 100 % les chaînes LCI (canal 26 de la TNT), TMC (canal 10 de la TNT), TFX (canal 11 de la TNT), Ushuaïa TV, Histoire, TF1 Séries Films (canal 20 de la TNT), TV Breizh et 50 % de Série Club.
Même si l’audience est en baisse pour la plupart des chaînes de télévision française, TF1 reste la chaîne la plus regardée en France depuis 1987, année de sa privatisation. Lors de l'année 2007, TF1 parvient même à réaliser l'intégralité des cent meilleures audiences.
En 2022 :
- part du groupe : 44,5 % ;
- chiffre d’affaires : 2 508 M€ ;
- résultat net (part du groupe) : 322 M€ ;
- effectif : 3 444.

#### Production cinématographique
Francis Bouygues fonde en 1990 la société de production cinématographique Ciby 2000 dans le but d’encourager le cinéma d’auteur et d'atteindre un public international. La société produit des films de réalisateurs tels que Jane Campion, Pedro Almodóvar, David Lynch, et Emir Kusturica et remporte dans les années 1990 l'Oscar du Meilleur scénario original et une palme d'or La Leçon de piano, ainsi que trois autres palmes d'or avec Underground , Secrets et Mensonges et Le Goût de la cerise.
En 1998, la direction du groupe Bouygues décide de recentrer ses investissements sur le secteur de la téléphonie, entraînant la fermeture de Ciby 2000.

### Télécoms

#### Bouygues Telecom
Bouygues Telecom est fondé en 1994 avec l’obtention de la troisième licence de téléphonie mobile. Avec son offre triple-play, la société est aussi présente dans la téléphonie fixe, la télévision et Internet. En 2014, avec la concurrence de Free comme quatrième opérateur mobile, Bouygues Telecom choisit de mettre fin à sa marque B&YOU et de fusionner ses bases de clients. Malgré cette restructuration du marché, en 2014, Bouygues Telecom arrive en tête du classement de l’ARCEP pour la qualité de son service fixe d’accès à internet. Bouygues Telecom compte aujourd'hui[Quand ?] 20,1 millions de clients (mobile et fixe).
En 2022 :
- part du groupe : 90,5 % ;
- chiffre d’affaires : 7 532 M€ ;
- résultat net (part du groupe) : 694 M€ ;
- effectif : 10 344.

### Énergie et transport

#### Alstom
En avril 2006, le groupe Bouygues acquiert la participation de 21,03 % détenue par l’État dans le capital du groupe industriel Alstom, et devient son actionnaire majoritaire. Fin juin 2006, la Commission européenne lui accorde son feu vert pour cette prise de participation. Cette coopération s’accompagnera alors de la création d’une société commune sur le marché des centrales hydroélectriques. En janvier 2011, Alstom et Bouygues créent la société Embix, spécialisée dans le pilotage et la gestion de projets d’énergie destinés aux écoquartiers et aux Smart Grids.
En juin 2014, Alstom retient l’offre de rachat de sa branche énergie par General Electric. Pour soutenir le projet, Bouygues a accepté d’accorder à l’État une option d’achat sur ses titres à hauteur de 20 %.
Le 1er juin 2021, Bouygues décide de céder 11 000 000 actions d'Alstom des 11 581 441 détenues par le groupe. À l'issue de l'opération, Bouygues ne possède plus que 0,16% du capital social d'Alstom.
En 2021 :
- part du groupe : 0,16 % ;
- chiffre d’affaires : 8,8 Md€ ;
- résultat net part du groupe : 681 M€ ;
- effectif : 70 000.

### Anciennes filiales
- Services : SAUR (services aux collectivités et aux industriels), cédée en novembre 2004 à PAI partners.
- Construction d'installations pétrolières : Bouygues Offshore (Technologie, fourniture, construction et installations pétrolières), cédée en mai 2002 à Saipem, filiale de l'italien ENI.

## Communication

### Siège social
En 1988, Bouygues avait fait appel au même architecte pour réaliser le siège social de Bouygues Construction, Challenger, bâtiment à énergie positive qui se trouve à Guyancourt dans les Yvelines,.
Depuis 2006, le siège social du groupe Bouygues, conçu par l’architecte Kevin Roche et Jean-Michel Wilmotte (pour l’aménagement intérieur), se trouve au 32, avenue Hoche dans le 8e arrondissement de Paris. Il s’agit d'un des premiers immeubles de bureau certifié HQE à Paris.

### Culture et Minorange
Créé en 1963 par Francis Bouygues, l’ordre des compagnons du Minorange est une organisation interne au groupe. En 2013, l’ordre comptait 1 064 membres répartis en quinze ordres. Tous volontaires, ils sont choisis pour leur respect et leur engagement au sein de l'entreprise Bouygues, et promeuvent la paix sociale. Ils s'opposent ainsi aux syndicats de salariés, et surtout servent de relais d'information au profit de la direction.
Francis Bouygues déclara[Quand ?] : « Parmi tout ce que j’ai entrepris dans ma carrière de constructeur, l’ordre des compagnons du Minorange est l’initiative et l’organisation que je considère comme la plus réussie et celle dont je suis le plus fier. Ma satisfaction est immense d’avoir servi la cause de ces compagnons ; ils sont comme moi des constructeurs à part entière, heureux et fiers. Une grande et sincère amitié nous unit ».

### Mécénat
Le groupe a orienté les efforts de mécénat sur l’éducation, le social et la recherche médicale. Chaque entité a sa fondation d’entreprise :
- la fondation d'entreprise Francis Bouygues (2005) (groupe Bouygues) soutient avec une bourse d’étude les lycéens méritants pour les aider à poursuivre des études supérieures ambitieuses ;
- Terre Plurielle (2008) (Bouygues Construction) a pour objet d’apporter son soutien financier à des projets parrainés par des salariés visant à favoriser l’accès à la santé, l’éducation et l’insertion des populations en difficulté (France et international) ;
- la fondation d’entreprise Bouygues Immobilier (2009) a pour objectif à rendre la ville plus humaine en mettant l’architecture et l’urbanisme au service de l’environnement et de la solidarité ;
- la fondation Colas (1990) a pour vocation de promouvoir la peinture contemporaine par l’acquisition de toiles. La collection rassemble plus de trois cents toiles ;
- la fondation d’entreprise TF1 cherche à favoriser l’insertion professionnelle des jeunes issus de quartiers fragiles dans les métiers de l’audiovisuel ;
- la fondation d’entreprise Bouygues Telecom mène des projets destinés à informer ou à créer du lien. Elle intervient dans la protection de l’environnement (Surfrider Foundation Europe), le soutien aux personnes en difficulté médicale ou sociale (association Petits Princes) et la promotion de la langue française (prix Nouveau Talent).

## Actionnaires
Au 31 décembre 2022.
|                              | Actions     | %    |
| Actionnaires étrangers       | 138 866 044 | 37,1 |
| SCDM (famille Bouygues)      | 101 392 318 | 27,1 |
| Salariés Bouygues            | 79 855 978  | 21,3 |
| Autres actionnaires français | 52 127 066  | 13,9 |
| Actions auto-détenues        | 2 245 371   | 0,6  |
| Total                        | 374 486 777 | 100  |

### Actionnariat salarié
Depuis 1970, Bouygues développe un dispositif d’actionnariat salarié pour impliquer ses collaborateurs. Aujourd’hui, avec 20,6 % des titres et 28,9 % des droits de vote, le groupe arrive en tête du classement des sociétés du CAC40 pour l’actionnariat salarié et fait partie du top 10 des entreprises européennes ayant mis en place des plans en la matière. Cette participation des salariés au capital a permis de contrer la tentative de raid de Vincent Bolloré en 1998[réf. souhaitée]. Les salariés, alors détenteurs de 6,5 % du capital et avec le soutien des dirigeants, se sont opposés à cette prise de pouvoir hostile et ont ainsi participé à la protection du capital social[réf. souhaitée].
| Années                                                 | 1989 | 2006 | 2007 | 2008 | 2009 | 2010 | 2011 | 2012 | 2013 | 2014 | 2015 | 2016 | 2017 | 2018  | 2019 | 2020 | 2021 | 2022  |
| ------------------------------------------------------ | ---- | ---- | ---- | ---- | ---- | ---- | ---- | ---- | ---- | ---- | ---- | ---- | ---- | ----- | ---- | ---- | ---- | ----- |
| Pourcentage du capital détenu par les salariés         | 4,8  | 13,2 | 14,2 | 15,4 | 18,3 | 19   | 23,3 | 23,7 | 24,8 | 23,3 | 21,4 | 20,2 | 17,6 | 19    | 19,3 | 20,3 | 20,6 | 21,30 |
| Pourcentage des droits de vote détenu par les salariés | 5,5  | 17,1 | 18,3 | 19,4 | 23,2 | 22,6 | 28,1 | 28,7 | 30,2 | 30,6 | 28,6 | 26   | 23,9 | 25,80 | 25,6 | 27,4 | 28,9 | 30,5  |

## Gouvernance
Le groupe est une société anonyme avec une direction générale et un conseil d'administration

### Dirigeants
- Martin Bouygues, président.

Direction générale du groupe :
- Olivier Roussat, directeur général
- Edward Bouygues, directeur général délégué, développement Télécoms, RSE et Innovation
- Pascal Grangé, directeur général délégué et directeur financier
- Didier Casas, secrétaire général groupe Bouygues
- Marie-Luce Godinot, directrice générale adjointe Innovation, Développement durable et Système d'information
- Jean-Manuel Soussan, directeur général adjoint et directeur des ressources humaines
- Pierre Auberger, directeur de la communication

Direction générale métiers :
- Pascal Minault (président-directeur général de Bouygues Construction)
- Bernard Mounier (président de Bouygues Immobilier)
- Frédéric Gardès[39] (directeur général de Colas)
- Jérôme Stubler (président d'Equans)
- Rodolphe Belmer (président-directeur général de TF1)
- Benoit Torloting (directeur général de Bouygues Telecom)

### Conseil d'administration
- Martin Bouygues, président
- Olivier Bouygues, directeur général délégué et représentant permanent de SCDM, administrateur

Administrateurs :
- Bernard Allain, administrateur, représentant des salariés, membre du comité de sélection et des rémunérations
- Béatrice Besombes, administratrice, représentante des salariés
- Charlottes Bouygues, représentante permanente de SCDM au conseil d'administration de Bouygues
- William Bouygues, représentant de SCDM, participation au conseil d'administration de Bouygues
- Olivier Bouygues, administrateur
- Félicie Burelle, administratrice indépendante
- Raphaëlle Deflesselle, administratrice représentante des salariés actionnaires, membre du comité de l'éthique, de la RSE et du mécénat
- Pascaline Dreuzy, administratrice indépendante, présidente du comité de sélection et des rémunérations, membre du comité d'audit
- Benoît Maes, administrateur indépendant, président du comité d'audit, membre du comité de sélection et de rémunération
- Rose-Marie Van Lerberghe, administratrice indépendante, membre du comité de l'éthique, de la RSE et du mécénat (Senior Advisor de BPI group) (présidente du conseil d'administration de l'Institut Pasteur)
- Michèle Vilain, administratrice, représentante des salariés actionnaires, membre du comité des comptes
- Clara Gaymard, administratrice indépendante, membre du comité des comptes (cofondatrice de Raise)
- Alexandre de Rothschild, administrateur, vice-président et directeur général de Rothschild & Co

## Chiffres

### Données financières
| Année              | Chiffre d'affaires | EBITDA | Résultat net part du groupe | Dette nette | Capacité d'autofinancement | Salariés |
| ------------------ | ------------------ | ------ | --------------------------- | ----------- | -------------------------- | -------- |
| 2022               | 44 322             | 3 936  | 973                         | 7 440       | 795                        | 196 154  |
| 2021               | 37 589             | 3 667  | 1 125                       | 941         | 830                        | 124 600  |
| 2020               | 34 694             | 3 233  | 696                         | 1 981       | 1 202                      | 129 018  |
| 2019 (après loyer) | 37 929             | 3 548  | 1 184                       | 2 200       | 3 332                      | 130 500  |
| 2018               | 35 555             | 3 144  | 1 311                       | 3 657       | 3 131                      | 129 000  |
| 2017               | 32 904             | 2 968  | 1 085                       | 1 914       | 2 884                      | 115 530  |
| 2016               | 31 768             | 2 757  | 732                         | 1 866       | 2 504                      | 117 997  |
| 2015               | 32 428             | 2 411  | 403                         | 2 561       | 2 067                      | 120 254  |
| 2014               | 33 138             | 1 133  | 807                         | 3 216       | 2 258                      | 127 470  |
| 2013               | 33 345             | 1 253  | 647a                        | 4 427       | 2 742                      | 128 067  |
| 2012               | 33 547             | 2 822  | 633                         | 4 172       | 2 777                      | 133 780  |
| 2011               | 32 706             | 3 242  | 1 070                       | 3 862       | 3 325                      | 130 827  |
| 2010               | 31 225             | 3 330  | 1 071                       | 2 473       | 3 244                      | 133 456  |
| 2009               | 31 353             | 3 616  | 1 319                       | 2 704       | 3 430                      | 133 971  |
| 2008               | 32 713             | 3 827  | 1 501                       | 4 916       | 3 615                      | 145 150  |
| 2007               | 29 588             | 3 601  | 1 376                       | 4 288       | 3 519                      | 136 700  |
| 2006               | 26 408             | 3 279  | 1 246                       | 4 176       | 3 151                      | 122 561  |
| 2005               | 23 983             | 3 505  | 832                         | 2 352       |                            | 115 441  |
| 2004 (IFRS)        | 20 815             | 2 690  | 909                         | 1 680       |                            | 113 334  |
| 2003               | 21 822             | 2 415  | 450                         | 2 786       |                            | 124 300  |
| 2002               | 22 247             | 2 260  | 666                         | 3 201       |                            | 118 892  |
| 2001 (NF)          | 25 646             | 1 680  | 344                         | 1 124       |                            | 126 560  |

a Avant dépréciation d'Alstom pour 1 404 millions d'euros. Après dépréciation, le résultat net part du Groupe est de −757 millions d'euros.

### Données boursières
| Années                                       | 2006   | 2007   | 2008   | 2009   | 2010   | 2011  | 2012  | 2013  | 2014   | 2015   | 2016   | 2017   | 2018   | 2019   | 2020   | 2021   | 2022   |
| -------------------------------------------- | ------ | ------ | ------ | ------ | ------ | ----- | ----- | ----- | ------ | ------ | ------ | ------ | ------ | ------ | ------ | ------ | ------ |
| Capitalisation boursière en millions d'euros | 16 300 | 19 800 | 10 400 | 12 900 | 11 800 | 7 666 | 7 263 | 8 754 | 10 076 | 12 083 | 15 860 | 11 670 | 14 147 | 14 388 | 12 800 | 12 040 | 10 500 |

### Répartition du capital (31 décembre 2022)
- SCDM (Martin et Olivier Bouygues) : 27;1 % (29,6 % des droits de vote)
- Salariés : 21,3 % (30,5 % des droits de vote)
- Autres actionnaires français : 13,9 % (11,4 % des droits de vote)
- Autres actionnaires étrangers : 37,1 % (28 % des droits de vote)[42]

En novembre 2011, le groupe a lancé une offre publique de rachat d'actions (OPRA) de ses propres actions. Un total de 163 121 437 actions a été présenté à l'OPRA et 41 666 666 (soit 11,69 % de son capital) pour 1,25 milliard d’euros ont été rachetés par le groupe.

### Activité de lobbying

#### Auprès des institutions de l'Union européenne
Bouygues est inscrit depuis 2009 au registre de transparence des représentants d'intérêts auprès de la Commission européenne. Il déclare en 2017 pour cette activité des dépenses annuelles d'un montant compris entre 500 000 et 600 000 euros.

#### En France
Pour l'année 2017, Bouygues déclare à la Haute Autorité pour la transparence de la vie publique exercer des activités de lobbying en France pour un montant qui n'excède pas 50 000 euros.

## Implantation
En 2022, le froupe est présent dans près de 80 pays et compte 196 154 salariés et un chiffre d’affaires de 44,3 milliards d'euros.

### France
Avec 92 049 salariés, la France reste le pays où le groupe est le plus présent, avec ses filiales Colas (57 997 personnes), Bouygues Construction (56 981 personnes), Bouygues Immobilier (1 969 personnes), Bouygues Telecom (8 029 personnes) et TF1 (3 591 personnes). Dans la branche construction, les références sont nombreuses, en logement, en immeubles de bureaux, en centres commerciaux, en ponts, en hôpitaux... L'effectif en 2022 est de 92 049.

### Europe (hors France)
L’Europe (hors France, mais avec Russie) est la deuxième zone d’implantation du groupe. Bouygues Construction et Colas en sont les principaux artisans. L'effectif en 2022 est de 151 080.

### Amériques
Le groupe est très implanté sur le continent américain avec notamment Colas. L'effectif en 2022 est de 20 660.

### Asie-Pacifique
La zone Asie-Pacifique où sont très présents Bouygues Construction et Colas. L'effectif en 2022 est de 11 379.

### Afrique / Moyen-Orient
Avec un démarrage de l’implantation dès les années 1960, l’Afrique est la première terre d’implantation du groupe. Bouygues Construction et Colas sont très implantés dans la zone Afrique et Moyen-Orient. L'effectif en 2022 est de 13 035.

## Flotte aérienne
Pour transporter ses dirigeants, Bouygues dispose de jets privés : un Hawker 800XP immatriculé LX-GBY et un Bombardier Global Express.

## Critiques et scandales

### Information judiciaire pour corruption et trafic d'influence
Dans son édition du 7 décembre 2011, Le Canard enchaîné révèle qu'une information judiciaire pour corruption et trafic d'influence était ouverte depuis février 2011 sur d'éventuelles malversations lors de l'attribution au groupe Bouygues du chantier du futur siège du ministère de la Défense dans le quartier Balard dans le 15e arrondissement de Paris. S'estimant diffamé, le groupe a assigné l'hebdomadaire satirique en diffamation et lui réclame la somme de neuf millions d'euros. La 17e chambre du tribunal de grande instance de Paris rend sa décision le 14 mars 2012. Si le jugement considère qu'il y a bien des propos « diffamatoires », il considère « le bénéfice de la bonne foi » aux journalistes, le groupe Bouygues devant verser 6 000 euros pour remboursement de frais de justice à l'hebdomadaire satirique. Bouygues a fait appel du jugement.
Le 28 mai 2014, Bouygues est débouté en appel, tandis que l'information judiciaire révélée par Le Canard enchaîné continue d'être étudiée par la justice, notamment avec la mise en examen de deux hommes quelques semaines avant.

### Coupe du monde au Qatar
Bouygues fait partie des entreprises françaises ayant décroché de gros contrats dans le cadre de la préparation de la Coupe du Monde au Qatar. Les conditions de travail ont été dénoncées par la presse.
Bouygues est cliente de Béton Qatar, dont les conditions de travail indignes ont été épinglées.

### Marchés au Turkménistan (régime totalitaire)
Bouygues construction a été critiqué pour avoir obtenu de nombreux marchés au Turkménistan, via sa filiale Bouygues Turkmène notamment un complexe présidentiel, des ministères et un mausolée. Le pays étant considéré comme soumis à l'un des régimes les plus totalitaires au monde, la proximité entre l'ancien Turkmenbashi et le groupe est considérée comme du mépris à l'égard des droits de l'Homme.

### Condamnation pour travail dissimulé
Le 12 janvier 2021, Bouygues est condamné par la Cour de cassation pour travail dissimulé sur le chantier de l’EPR de Flamanville. Dans un article couvrant l’issue finale de ce procès, Mediapart rappelle que par l’intermédiaire de deux entreprises « satellites » sous-traitantes, « Bouygues avait employé en toute illégalité au moins 460 travailleurs roumains et polonais entre 2008 et 2012 sur ce chantier ». L’article précise également « la cruauté des conditions de travail à Flamanville, où une centaine d’accidents du travail n’ont pas été déclarés ». Les ouvriers « ne disposaient d’aucune protection sociale », d’« aucun congé payé » « pour une majorité d’entre eux » et « pour certains », d’« aucun bulletin de paie ». L'information ne sera jamais relayée par les grandes chaînes d'information.